# انتباه مكاني مرئي
الانتباه المكاني المرئي هو شكل من أشكال الانتباه البصري يتطلب توجيه الانتباه لموقع معين ضمن مساحة معينة. تُطبق وحدات الانتباه المكاني المرئي على غرار الانتباه الزماني النظري بشكل واسع في تحليلات الفيديو باستخدام الكمبيوتر لتوفر أداء مُحسّنًا وتفسيرًا مقبولًا لنماذج التعلم العميق.
يسمح الانتباه المكاني للبشر بمعالجة المعلومات المرئية بشكل انتقائي من خلال تحديد أولويات منطقة معينة داخل المجال المرئي. تُحدَّد منطقة معينة من المساحة داخل الحقل المرئي للفت الانتباه ثم تتلقى المعلومات داخل هذه المنطقة مزيدًا من المعالجة. تُظهر الأبحاث أنه عندما يُثار الانتباه المكاني يكون المراقب عادةً أسرع وأكثر دقة في اكتشاف ظهور هدف معين في المكان الذي يتوقع وجوده فيه مقارنة بظهوره في مكان غير متوقع.
يتميز الانتباه المكاني عن غيره من أشكال الانتباه البصري مثل الانتباه القائم على الاهتمام أو المميزات. تحدد هذه الأشكال الأخرى من الانتباه المرئي كائنًا كاملًا أو ميزة محددة لكائن بغض النظر عن الموقع، في حين يحدد الانتباه المكاني منطقة معينة من الفضاء أو المساحة التي يُنظر إليها وتُعالج كل الكائنات والمميزات والموجودات داخل هذه المنطقة.

## قياسات الاهتمام المكاني البصري

### تجارب كوينغ المكانية
من الخصائص الرئيسية للانتباه البصري إمكانية اختيار الانتباه استنادًا للموقع المكاني. استُخدمت تجارب كوينغ لتقييم هذا النوع من الاختيارات، وتمثلت المهمة في نموذج كوينغ، الذي أعده العالم بوزنر، في اكتشاف هدف يمكن تقديمه في أحد موقعين وقياس الاستجابة في أسرع وقت ممكن. قُدمت إشارة في بداية كل تجربة تشير إما لموقع الهدف أو إلى الموقع غير الصحيح من أجل تشتيت انتباه المراقب. لم تتواجد معلومات قيمة حول موقع الهدف في بعض التجارب إذ لم تٌقدم أي إشارة، واستُخدم نوعان من المنبهات المميزة. يستطيع المراقبون اكتشاف الهدف بدقة وسرعة أكبر عند معرفتهم المسبقة لموقع الهدف، ويؤدي تضليل معلوماتهم حول موقع الهدف إلى تباطؤ فترة ردة الفعل مع دقة أقل مقارنة بالأداء الذي يحدث عندما تُقدم المعلومات حول الهدف.
تُقيّم مهام كوينغ عادةً الانتباه المكاني السري والذي يشير إلى لانتباه القادر على أن يغير مكانه دون أي حركات مصاحبة للعين. من الضروري التأكد من بقاء عيون المراقب مثبتة في مكان واحد طوال فترة أداء المهمة لإكمال الدراسة. وُجهت الموضوعات في تجربة كويال المكانية للتركيز على نقطة تثبيت مركزية. يستغرق الأمر 200 مللي ثانية عادة للقيام بحركة العين الرَّمشية إلى مكان ما. لذلك عادة ما تُعرض المدة المدمجة للإشارة والهدف في أقل من 200 مللي ثانية، الأمر الذي يضمن أن الاهتمام المكاني الخفي يقاس بشكل صحيح وأن الآثار ليست بسبب حركات العين. تراقب بعض الدراسات حركات العين بشكل خاص للتأكد من أن عيون المراقب مثبتة باستمرار على نقطة التثبيت المركزية.
يمكن للإشارات المركزية والمحيطية تقييم اتجاه الاهتمام المكاني السري في تجارب كوينغ المكانية. يبدو أن هذين المنبهين يستخدمان آليات مختلفة لتوجيه الاهتمام المكاني. تميل الإشارة الطرفية لجذب الانتباه تلقائيًا وتوظيف عمليات تشتيت الانتباه من أسفل إلى أعلى. وعلى العكس من ذلك، يُعتقد أن الإشارات المركزية تخضع للسيطرة الطوعية وبالتالي تستخدم العمليات من أعلى إلى أسفل. أظهرت الدراسات أن الإشارة الطرفية يصعب تجاهلها، إذ يُوجه الانتباه نحو الإشارات الطرفية حتى عندما يعلم المراقب أن الإشارات لا تتنبأ بموقع الهدف. تتسبب الإشارات الطرفية أيضًا في تخصيص الانتباه بشكل أسرع بكثير من الإشارات المركزية، إذ تتطلب الإشارات المركزية وقت معالجة أطول من أجل التفسير.

### تجارب السبر المكاني
يؤدي المسبار المكاني المستخدم في تجارب كويال كوي إلى تركيز الانتباه على موقع معين. يُستخدم السبر المكاني بكثرة في أنواع أخرى من المهام لتقييم كيفية تخصيص الانتباه المكاني.
استُخدمت المسابر المكانية لتقييم الاهتمام المكاني ضمن عمليات البحث المرئية. تتضمن مهام البحث المرئي اكتشاف هدف بين مجموعة من المشتتات. يمكن استخدام الانتباه لموقع العناصر في البحث من أجل توجيه عمليات البحث المرئية، الأمر الذي يتجلى من خلال إشارات صحيحة تعمل على تحسين تحديد الأهداف المتعلقة بالظروف غير الصالحة والمحايدة. يمكن أن تؤثر شاشة البحث المرئي أيضًا على سرعة استجابة المراقب للتحقيق المكاني. ظهرت نقطة صغيرة في شاشة البحث المرئي بعد أحد تجارب العروض المرئية ووُجد أن المراقبين كانوا أسرع في اكتشاف النقطة عندما كانت موجودة في نفس موقع هدف. يدل هذا على أن الاهتمام المكاني قد خُصص للموقع المستهدف بشكل كامل.
إن استخدام مهام متعددة في وقت واحد ضمن تجربة معينة يمكن أن يظهر عمومية الاهتمام المكاني أيضًا، إذ إن تخصيص الانتباه لمهمة واحدة يمكن أن يؤثر على الأداء في مهام أخرى. وُجد على سبيل المثال أنه عندما خُصص الانتباه لاكتشاف نقطة الخفقان باستخدام المسبار المكاني زادت احتمالية تحديد الحروف القريبة.

## توزيع الانتباه المكاني
خضع توزيع الانتباه المكاني لبحوث كثيرة، ما أدى إلى تطوير مصطلحات ونماذج مختلفة لتمثيل التوزيع المكاني المقترح للانتباه.

### نموذج «الأضواء»
يُعتبر تركيز الانتباه مشابهًا لحزمة الضوء وفقًا لنموذج الأضواء الكاشفة. توُجه الأضواء المتحركة لمكان واحد مع احتواء كل شيء داخل حزمتها ثم تُعالج بشكل تفضيلي، في حين أن المعلومات خارج الحزمة تبقى غير مراقبة. يشير هذا إلى أن تركيز الانتباه البصري محدود ضمن الحجم المكاني وينتقل لمعالجة مناطق أخرى في المجال المرئي.

### نموذج «عدسة التكبير»
اقترحت الأبحاث أن تركيز الانتباه يتغير حجميًا، إذ اقترح إريكسن بمساعدة سانت جيمس نموذج «عدسة التكبير/التصغير» التي تعد بديلًا لنموذج الأضواء وتراعي طبيعة الانتباه المتغيرة. يشبه هذا توزيع الانتباه على عدسة تكبير/تصغير وقدرتها على تضييق نطاق الاهتمام أو توسيعه، الأمر الذي يدعم النتائج المظهرة للانتباه مع إمكانية توزيعه على مساحة كبيرة من المجال المرئي بالإضافة إلى العمل في وضع التركيز. أظهرت الأبحاث، دعمًا لهذا التشبيه، أن هنالك علاقة عكسية بين حجم التركيز الموضعي وكفاءة المعالجة داخل حدود عدسة التكبير/التصغير.

### نموذج التدرج
يُعتبر نموذج التدرج نظرية بديلة عن نظرية توزيع الانتباه المكاني. يقترح هذا النموذج أن تُخصص موارد الانتباه في نمط تدرج، مع وجود الموارد الجاذبة للتركيز في المركز وانخفاض الموارد بشكل متدرج بعيدًا عنه. أجرى داونينغ بحثًا باستخدام تعديل لنموذج إشارات بوزنر يدعم هذا النموذج. يمكن أن يظهر الهدف في 12 موقعًا محتملًا موسومًا بصناديق. أوضحت النتائج أن التسهيلات الانتباهية عند كويد كانت أقوى في الموقع وانخفضت تدريجيًا مع الابتعاد عن الموقع. ومع ذلك، لم تدعم جميع الأبحاث نموذج التدرج، فعلى سبيل المثال، أجرى هيوز وزيمبا تجربة مماثلة باستخدام مجموعة بصرية موزعة بشكل كبير ودون استخدام الصناديق لتمييز المواقع المحتملة للهدف. لم تخرج التجربة بأي دليل على وجود تأثير متدرج للانتباه، إذ كانت الاستجابات الأسرع عندما كان التلميح والهدف في نفس المنطقة، وأظهرت استجابات أبطأ عندما كانا في مواقع مختلفة. لعبت الصناديق دورًا هامًا في الانتباه أثناء إجراء التجارب اللاحقة، ووجدوا نمطًا متدرجًا عند استخدامها. لذلك ساد الاعتقاد أن حجم التدرج يمكن ضبطه وفقًا للظروف، فقد يُعتمد على التدرج الواسع عندما يكون لدينا عرض فارغ، ومن الممكن أيضًا أن ينتشر الانتباه ويتقيد فقط بحدود المساحة الجزئية.